# 東海岸南
東海岸南（ひがしかいがんみなみ）は、神奈川県茅ヶ崎市の町丁。現行行政地名は東海岸南一丁目から東海岸南六丁目。住居表示は実施済み。

## 地理
茅ヶ崎市南部、海岸地区に位置する。北に東海岸北、東に菱沼海岸、西に中海岸と接する。

### 地価
住宅地の地価は、2023年（令和5年）1月1日の公示地価によれば、東海岸南3-9-14の地点で30万円/m2、
東海岸南6-6-17の地点で28万円/m2となっている。

## 歴史
- 1966年（昭和41年）7月1日 - 住居表示の実施に伴い、大字茅ヶ崎の各一部を分離し、東海岸南一丁目から東海岸南六丁目を新設[5][7]。
- 2024年（令和6年）10月10日 - 海岸にアメリカ海軍のヘリコプターが不時着[8]。

## 世帯数と人口
2023年（令和5年）9月1日現在（茅ヶ崎市発表）の世帯数と人口は以下の通りである。
| 丁目           | 世帯数    | 人口    |
| -------------- | --------- | ------- |
| 東海岸南一丁目 | 807世帯   | 1,783人 |
| 東海岸南二丁目 | 910世帯   | 2,070人 |
| 東海岸南三丁目 | 505世帯   | 1,155人 |
| 東海岸南四丁目 | 603世帯   | 1,531人 |
| 東海岸南五丁目 | 504世帯   | 1,147人 |
| 東海岸南六丁目 | 799世帯   | 1,895人 |
| 計             | 4,128世帯 | 9,581人 |

### 人口の変遷
国勢調査による人口の推移。
| 年                 | 人口  |
| ------------------ | ----- |
| 1995年（平成7年）  | 7,666 |
| 2000年（平成12年） | 8,668 |
| 2005年（平成17年） | 9,051 |
| 2010年（平成22年） | 9,046 |
| 2015年（平成27年） | 9,440 |
| 2020年（令和2年）  | 9,393 |

### 世帯数の変遷
国勢調査による世帯数の推移。
| 年                 | 世帯数 |
| ------------------ | ------ |
| 1995年（平成7年）  | 2,834  |
| 2000年（平成12年） | 3,355  |
| 2005年（平成17年） | 3,655  |
| 2010年（平成22年） | 3,676  |
| 2015年（平成27年） | 3,839  |
| 2020年（令和2年）  | 3,925  |

## 学区
市立小・中学校に通う場合、学区は以下の通りとなる（2023年3月時点）。
- 丁目、番・番地等 : 一丁目〜六丁目、各全域
  - 小学校 : 茅ヶ崎市立東海岸小学校
  - 中学校 : 茅ヶ崎市立第一中学校

## 事業所
2021年（令和3年）現在の経済センサス調査による事業所数と従業員数は以下の通りである。
| 丁目           | 事業所数  | 従業員数 |
| -------------- | --------- | -------- |
| 東海岸南一丁目 | 63事業所  | 248人    |
| 東海岸南二丁目 | 62事業所  | 239人    |
| 東海岸南三丁目 | 14事業所  | 54人     |
| 東海岸南四丁目 | 35事業所  | 288人    |
| 東海岸南五丁目 | 23事業所  | 91人     |
| 東海岸南六丁目 | 33事業所  | 168人    |
| 計             | 230事業所 | 1,088人  |

### 事業者数の変遷
経済センサスによる事業所数の推移。
| 年                 | 事業者数 |
| ------------------ | -------- |
| 2016年（平成28年） | 211      |
| 2021年（令和3年）  | 230      |

### 従業員数の変遷
経済センサスによる従業員数の推移。
| 年                 | 従業員数 |
| ------------------ | -------- |
| 2016年（平成28年） | 900      |
| 2021年（令和3年）  | 1,088    |

## 交通
- 国道134号
- 神奈川県道310号茅ヶ崎停車場茅ヶ崎線

## 施設
- 茅ヶ崎市立第一中学校
- 茅ヶ崎市立東海岸小学校
- 茅ヶ崎ゆかりの人物館
- 開高健記念館
- 氷室椿庭園
- へッドランド（海岸）

## その他

### 日本郵便
- 郵便番号 : 253-0054[3]（集配局 : 茅ヶ崎郵便局[18]）。